# Bellinzona (huyện)
Huyện Bellinzona (tiếng Pháp: District du Bellinzona, tiếng Đức: Bezirk Bellinzona) là một huyện hành chính của Thụy Sĩ. Huyện này thuộc bang Ticino. Huyện Bellinzona có diện tích 209 km², dân số theo thống kê của cục thống kê Thụy Sĩ năm 1999 là 43912 người. Trung tâm của huyện đóng ở Bellinzona. Mã của huyện là 2101.